# 小指

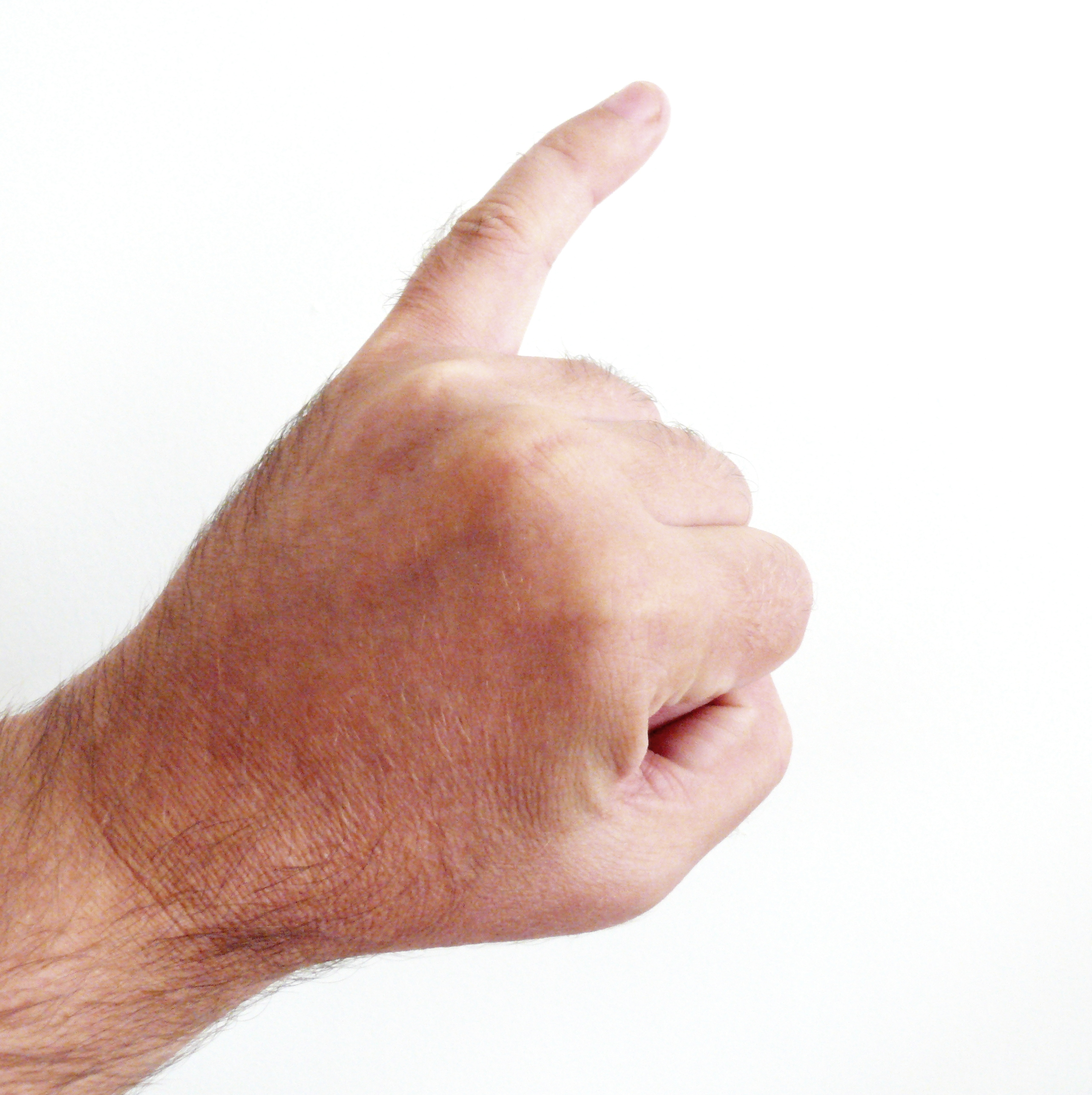
小指

小指，又稱尾指，是五指裏的最後一隻手指，長度與拇指相若，但粗細則是五指中最細的一隻，有三個關節。

## 功能
小指在手部功能中占有重要地位。它与环指共同构成了手部尺侧（ulnar side），负责力性抓握（power grip）时提供稳定性和支持力。同时，小指也参与了精确抓握（precision grip）时的协调动作。研究表明，在力性抓握时，小指所提供的握力占总握力的33%~50%，而在精确抓握时，小指所提供的控制力占总控制力的40%~50%。因此，失去或损伤小指会严重影响手部功能和生活品質。

## 解剖
小指由三根骨头组成：远节、中节和近节手趾骨（distal, middle and proximal phalanges）。它们之间通过两个关节连接：远侧和近侧手趾间关节（distal and proximal interphalangeal joints）。小指还通过第五掌趾关节（metacarpophalangeal joint）与第五掌骨（metacarpal bone）相连。
小指有多条肌腱负责其屈曲和伸展运动。其中屈肌腱包括第五掌骨桡侧屈肌腱（flexor digiti minimi brevis tendon）、第五深层掌屈肌腱（flexor digitorum profundus tendon）和第五浅层掌屈肌腱（flexor digitorum superficialis tendon）。伸肌腱包括第五背侧骨间肌腱（dorsal interosseous tendon）、第四掌骨桡侧伸肌腱（extensor digiti minimi tendon）和第四总伸肌腱（common extensor tendon）。

## 习俗
在很多国家，「勾小指」有二人互相承诺、约定的意思，这可能起源于日本。在日本传统中，勾小指是一种非常严肃的誓言，表示如果违背了约定，就要切断小指。这种习俗最初是游女和客人之间的心中立（情誓），后来也被黑社会和普通民众所采用。
1. ↑  . www.uptodate.com.   [2023-03-18]. （原始内容存档于2023-03-18）.
2. ↑  . 知乎专栏.   [2023-03-18] （中文）.
3. ↑  . www.zhihu.com.   [2023-03-18]. （原始内容存档于2015-04-14）.
4. ↑  . www.sohu.com.   [2023-03-18].[]
5. ↑  . www.zhihu.com.   [2023-03-18]. （原始内容存档于2015-04-13）.
6. ↑  . INMAG. 2021-11-02  [2023-03-18]. （原始内容存档于2023-03-18） （中文（臺灣））.